# Kateretes japonicus
Kateretes japonicus is een keversoort uit de familie bastaardglanskevers (Kateretidae). De wetenschappelijke naam van de soort werd in 1985 gepubliceerd door Hisamatsu.